# John Greene junior

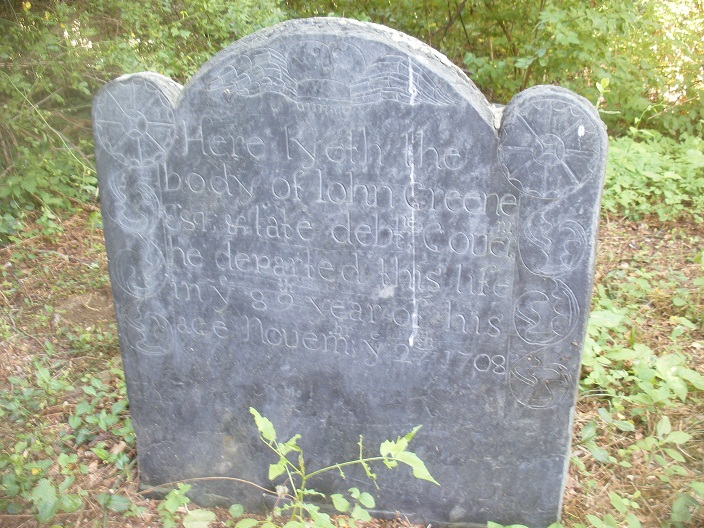
Grabstein von John Greene (1620–1708) auf dem Spring Greene Cemetery in Warwick

John Greene junior (* 15. August 1620 in Salisbury, Wiltshire; † 27. November 1708 in Warwick, Kent County) war ein englischer Kolonialbeamter und Offizier in Nordamerika. Er war der erste gewählte Vizegouverneur der Colony of Rhode Island and Providence Plantations.

## Werdegang
John Greene junior war der Sohn von Joan Tattersall und John Greene senior (1594–1658). Die Familie Greene wanderte 1635 nach Neuengland aus. Dabei ging sie in Southampton im County Hampshire an Bord des Schiffs James und segelten von dort in Richtung der Massachusetts Bay Colony. Dort angekommen, zog die Familie dann in die Colony of Rhode Island and Providence Plantations und ließ sich in Warwick nieder, wo sie zu den ersten Siedlern gehörte. Am 1. Oktober 1642 erwarb John Greene senior ein Stück Land vom Indianerhäuptling Miontonomi und nannte es „Greene's Hold“.
John Greene junior schlug, genau wie sein Vater, eine politische Laufbahn ein. 1652 wurde er Kommissar von Warwick – ein Posten, den er kontinuierlich bis 1690 innehatte. Zu jenem Zeitpunkt wählte man ihn zum Vizegouverneur der Colony of Rhode Island and Providence Plantations. Er bekleidete den Posten zehn aufeinanderfolgende einjährige Amtszeiten. 1700, im Alter von 80 Jahren, ging er in den Ruhestand. Er war einer von den zehn Assistants, die in der Königlichen Satzung von 1663 genannt wurden, welche Grundlage für die Regierung von Rhode Island für beinahe zwei Jahrhunderte bildete. Ferner gehörte er während des verheerenden King Philip’s War zu den 16 prominenten Einwohnern in der Kolonie, welche die General Assembly berieten.
Greene verfolgte auch eine militärische Laufbahn. Er erhielt im Oktober 1664 ein Offizierspatent zum Captain und bekleidete von 1683 bis 1696 den Dienstgrad eines Majors.
Am 27. November 1708 verstarb er in Warwick und wurde dann auf der Spring Greene Farm beigesetzt, welche später Eigentum von Gouverneur Theodore F. Green (1867–1966) wurde.

## Familie
Um 1648 heiratete Greene Ann (Annis) Almy, Tochter von Audrey Barlow und William Almy. Sie war eine Nachfahrin von Eduard I. (1239–1307) Das Paar bekam elf Kinder, von dem das jüngste, Samuel, Mary Gorton, eine Urenkelin vom Rhode Island Koloniepräsidenten Samuel Gorton (1593–1677), heiratete. Ihr Enkel, William Greene (1695–1758), diente elf aufeinanderfolgende Amtszeiten als Gouverneur der Kolonie, und ihr Urenkel, William Greene (1731–1809), war ein Gouverneur des US-Bundesstaates Rhode Island. John und Ann Greene waren auch die Vorfahren des US-Präsidenten Warren G. Harding (1865–1923).